# Laberintos (revista)
Laberintos es una revista española de edición semestral creada en Zaragoza, nacida en 2000.
Se centra básicamente en la difusión de las humanidades en todas sus ramas, y está financiada, principalmente, por el Gobierno de Aragón. No tiene ánimo de lucro. En 2008 y, con motivo de la Exposición Internacional, el Gobierno aragonés renovó y aumentó su apoyo económico.
La revista ha contado con la colaboración de escritores como José Giménez Corbatón, Ignacio Martínez de Pisón, Manuel Vilas, Ramón Acín, Antón Castro, Patricia Esteban Erlés; poetas como Rosendo Tello o Pilar Peris; cineastas como José María Latorre; historiadores como Herminio Lafoz; filósofos como Javier Aguirre, Julio García Caparrós y Miguel Á. Velasco y musicólogos y críticos cinematográficos como Daniel García. 
En el diseño de sus portadas destacan las colaboraciones de Jorge Gay, José Luis Cano, Natalio Bayo, Jesús Bondía, Clara Marta, Rubén Enciso, Vicente Vilarrocha, Lina Vila e Isidro Ferrer, entre otros.
- Datos: Q5968593